# John Stewart MacArthur
John Stewart MacArthur (1857-1920) est un chimiste de Glasgow. Il est considéré comme l'inventeur de la cyanuration MacArthur-Forrest en 1887, utilisée pour extraire l'or en Afrique du Sud, mais son brevet est annulé en février 1896 pour « absence de nouveauté » (no novelty).
Il se lance également dans l'extraction de radium, utilisé alors essentiellement à des fins médicales. Pendant la Première Guerre mondiale, le gouvernement britannique lui achète l'intégralité de sa production.